# WWE 챔피언십

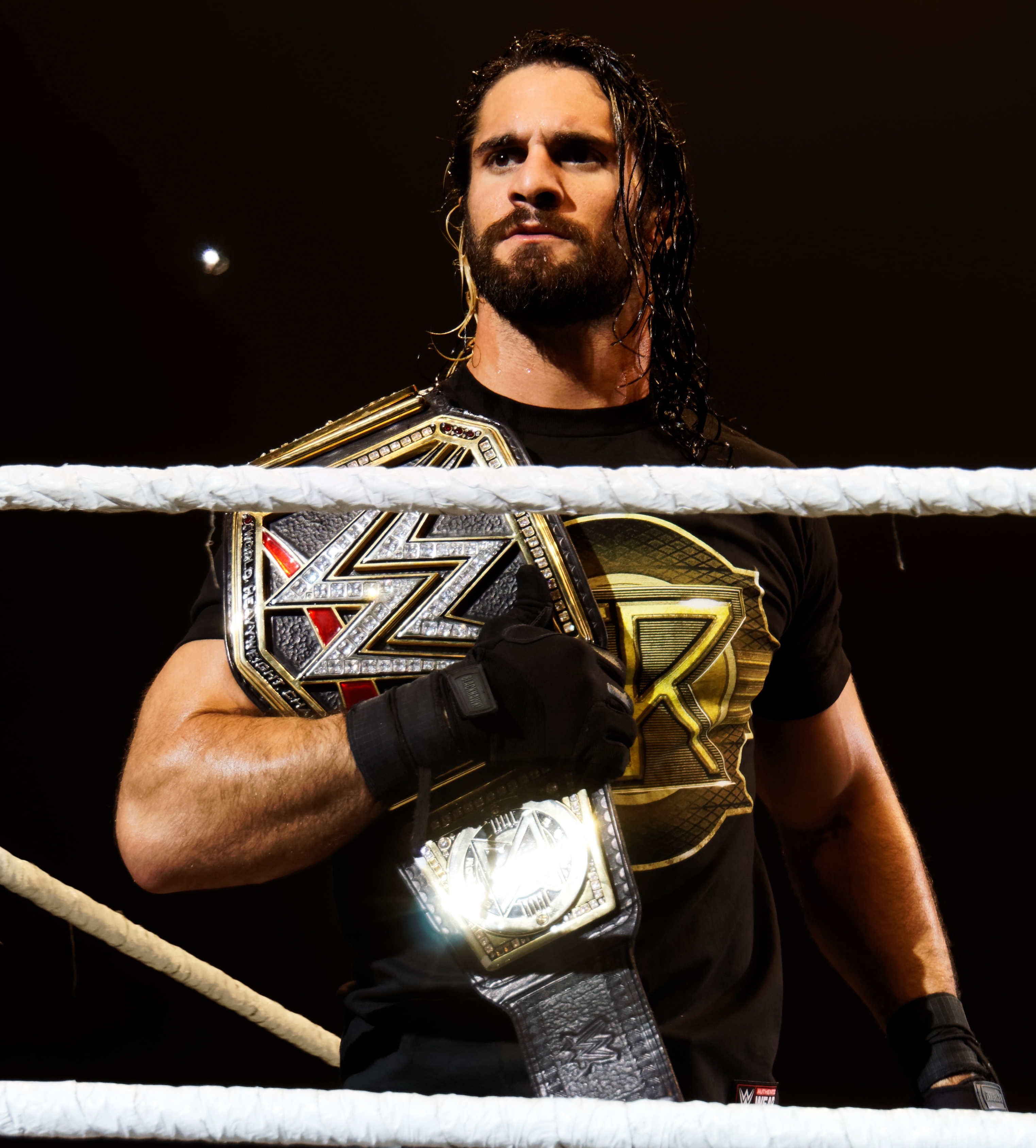

WWE 챔피언십(WWE Championship)은 WWE에 속한 타이틀 중 하나이다. 현재 타이틀은 더 락이 2013년 개조한 형태이다.

## 역사

#### 탄생
WWE 챔피언십의 역사는 1963년 초대 챔피언 버디 로저스로부터 시작된다. 옛날에는 WWE도 WCW나 ECW, TNA처럼 NWA(내츄럴 레슬링 얼라이언즈)에 속해 있었던 레슬링 단체였기 때문에 1960년대쯤 분리시기에 도입되면서 NWA 월드 헤비급 챔피언이었던 버디 로저스가 루 테즈에게 그 타이틀을 내주고 WWE(당시 WWWF)로 이적해서 초대 챔피언이 되었었다.
처음에는 WWE가 WWWF(월드 와이드 레슬링 페더레이션)이었을 때 이 타이틀은 WWWF 월드 헤비급 챔피언십, 페드로 모릴스로부터 WWWF 헤비웨이트 챔피언십이란 이름으로 속해 있었다.
8년후 WWWF가 WWF(월드 레슬링 페더레이션)으로 변경되면서 밥 백런드가 지키고 있는 이 타이틀이 WWF 헤비웨이트 챔피언십로 변경되었다. 1983년에 WWF 월드 헤비웨이트 챔피언십이었으며, 1990년대에는 간단하게 WWF 챔피언십으로 변경되었다.

#### 돌출
1991년 WCW가 NWA에서 완전히 분리되어 역시 NWA 월드 헤비웨이트 챔피언십도 WCW 월드 헤비웨이트 챔피언십으로 분리하여 탄생하면서, WWE(당시 WWF)는 WCW와의 경쟁단체가 되었다.
1993년 1월에 WWE의 먼데이 나잇 RAW를,1995년 9월에 WCW의 먼데이 나잇 나이트로를 프로레슬링 TV 쇼로 방영하기 시작하였다. 이렇게 해서 이 두 TV 쇼 간의 월요일의 시청률 경쟁을 월요일 밤의 전쟁이라 불렸다.
1995년부터 비긴듯 했지만, 1996년에 WCW가 nWo(뉴 월드 오더)라는 스테이블을 만들어서 러의 시청률을 압도적으로 82주 연속 앞질렀다. 하지만 1998년 중순 WWE가 성인지향 형식의 애티튜드로써 스티브 오스틴과 더 락, D-제네레이션 X 같은 선수들이 등장하는 RAW is WAR (RAW)가 나이트로의 시청률을 계속 앞질렸다.
그 일로 2001년 WWE가 WCW와 ECW를 흡수하여 WCW에 있었던 WCW 월드 헤비웨이트 챔피언십과 WCW 유나이티드 스테이츠 챔피언십, WCW 크루져웨이트 챔피언십등 모두 WWE에 이동하였다.
2001년 12월 벤전스에서 크리스 제리코가 WCW 월드 헤비급 챔피언이었던 더 락을 WWE 챔피언십이었던 스티브 오스틴을 각각 이겨 최초로 WWE 통합 챔피언십이 되었다.

#### 브랜드 확장, 브랜드 명칭
이 타이틀이 WWE 통합 챔피언십이 되어 크리스 제리코에서 브록 레스너까지 이어가다가 브랜드 확장이 시작되어 브록 레스너가 스맥다운으로 가게 되었다.
이때 러의 단장 에릭 비숍과 스맥다운의 단장 스테파니 맥맨의 대립이 있었는데, 그 대립으로 에릭 비숍은 이 타이틀을 분리시켜서 WWE 월드 헤비급 챔피언십으로 새로 만들어 러로 보냈고 스테파니 맥맨은 통합 인터콘티넨탈 챔피언십을 분리시켜 WWE 유나이티드 스테이츠 챔피언십으로 새로 만들어 스맥다운으로 보냈다.
2002년부터 스맥다운 브랜드에 속해 있다가 2005년 WWE 챔피언이었던 존 시나가 드래프트 로터리를 통해 스맥다운에서 RAW로 이적한 동시에 이 타이틀이 RAW 브랜드로 옮겼다. (이때 당시 월드 헤비웨이트 챔피언이었던 바티스타도 드래프트를 통해 스맥다운으로 이적하였으며 타이틀도 같이 스맥다운으로 이관되었다.)  2006년에는 ECW의 부활로 ECW 원 나잇 스탠드에서 ECW의 랍 밴 댐이 존 시나를 이기면서 ECW 브랜드로 이동되었다. 하지만 7월 3일 트리플 쓰렛 매치에서 에지가 랍 밴 댐과 존 시나를 이기고 챔피언이 되면서 다시 러 브랜드로 환원해 주었다.
그 후 2008년에는 WWE 챔피언이었던 트리플 H가 드래프트 로터리를 통해 스맥다운으로 이적하며 스맥다운 브랜드로 옮겼다. 그리고 이듬해 트리플 H가 드래프트 로터리를 통해 다시 러 브랜드로 환원하였다.
2010년 일리미네이션 체임버에는 바티스타가 존 시나를 이기면서 스맥다운 브랜드에 속하다가 레슬매니아에서 시나가 바티스타를 이기면서 다시 RAW 브랜드로 환원시켰다.
2011년 7월 25일, CM 펑크와 존 시나가 공동 WWE 챔피언십이 되면서 자신의 타이틀을 내 걸었다. 2011년 섬머슬램에는 CM 펑크가 존 시나를 이겨서 통합 WWE 챔피언이 되었지만 케빈 내쉬의 방해로 알베르토 델 리오가 머니 인 더 뱅크를 이용해 CM 펑크를 제압하며 WWE 챔피언이 되었다.

### WWE 월드 헤비웨이트 챔피언십과 재통합
2012년 레슬매니아 이후 브랜드 통합으로 슈퍼쇼로 진행되었다. 2010년에 WWE 디바스 챔피언십과 WWE 위민스 챔피언십을 통합해서 WWE 디바스 챔피언십으로, WWE 태그팀 챔피언십과 WWE 월드 태그팀 챔피언십을 통합해서 WWE 태그팀 챔피언십으로 각 단일 타이틀 디버전으로 축소되었다. 2013년 12월 15일 TLC에서 WWE 챔피언십 대 WWE 월드 헤비웨이트 챔피언십 TLC 매치 대결에서 WWE 챔피언십인 랜디 오턴이 WWE 월드 헤비웨이트 챔피언인 존 시나를 상대로 이기면서 통합하였다. 월드 챔피언십이 통합되면서 WWE 챔피언십은 WWE 월드 헤비웨이트 챔피언십으로 바뀌었다. 2016년 6월 27일 RAW부터 다시 WWE 챔피언십으로 명칭이 바뀌었다가 브랜드 분리 이후인 2016년 7월 26일 스맥다운부터는 WWE 월드 챔피언십 명칭이 다시 한번 바뀐다. 2016년 12월 12일 다시  WWE 챔피언십으로 명칭이 바뀌면서 2016년에만 명칭이 3차례 변경된다.

## 역대 타이틀 명칭
| 타이틀 명칭                   | 연도                      |
| ----------------------------- | ------------------------- |
| WWWF 월드 헤비웨이트 챔피언십 | 1963년~1971년             |
| WWWF 헤비웨이트 챔피언십      | 1971년~1979년             |
| WWF 헤비웨이트 챔피언십       | 1979년~1983년             |
| WWF 월드 헤비웨이트 챔피언십  | 1983년~1998년             |
| WWF 챔피언십                  | 1998년~2001년             |
| 통합 WWF 챔피언십             | 2001년~2002년             |
| WWE 통합 챔피언십             | 2002년                    |
| WWE 챔피언십                  | 2002년~2013년 2016년~현재 |
| WWE 월드 헤비웨이트 챔피언십  | 2013년~2016년             |
| WWE 월드 챔피언십             | 2016년                    |

## 기록들
- 초대 챔피언 : 버디 로저스
- 최장수 챔피언 : 브루노 삼마르티노 (2803일)
- 최단 기간 챔피언 : 앙드레 더 자이언트 (45초)
- 최다 챔피언 : 존 시나 (14회)
- 최중량급 챔피언 : 요코주나 (261kg)
- 최경량급 챔피언 : 레이 미스테리오 (79kg)
- 최고령 챔피언 : 빈스 맥맨 (54세 27일)
- 최연소 챔피언 : 브록 레스너 (25세 44일)

## 역대 챔피언
- 버디 로저스 (초대 챔피언)
- 브루노 삼마르티노
- 아이번 콜로프
- 페드로 모릴스
- 스탄 스테이샥
- 빌리 그레이엄
- 밥 백런드
- 아이언 쉬크
- 헐크 호건
- 앙드레 더 자이언트
- 랜디 새비지
- 얼티밋 워리어
- 서전 슬로터
- 언더테이커
- 릭 플레어
- 브렛 하트
- 요코주나
- 디젤
- 숀 마이클스
- 사이코 시드
- 스티브 오스틴
- 케인
- 더 락
- 맨카인드
- 트리플 H
- 빈스 맥맨
- 빅 쇼
- 커트 앵글
- 크리스 제리코
- 브록 레스너
- 에디 게레로
- 존 브래드쇼 레이필드
- 존 시나
- 에지
- 랍 밴 댐
- 랜디 오턴
- 제프 하디
- 바티스타
- 셰이머스
- 더 미즈
- CM 펑크
- 레이 미스테리오
- 알베르토 델 리오
- 대니얼 브라이언
- 세스 롤린스
- 로만 레인즈
- 딘 앰브로스
- AJ 스타일스
- 브레이 와이어트
- 진더 마할
- 코피 킹스턴
- 드류 매킨타이어
- 보비 래슐리
- 빅 E
- 코디 로즈 (현 챔피언)

## 같이 보기
- 트리플 크라운 챔피언십
- 그랜드 슬램 챔피언십
- WWE 유니버셜 챔피언십
- 월드 헤비웨이트 챔피언십 (WWE, 2023)
- 월드 헤비웨이트 챔피언십 (WWE, 2002~2013)
- WWE NXT 챔피언십
- WCW 월드 헤비웨이트 챔피언십
- ECW 월드 헤비웨이트 챔피언십
- TNA 월드 챔피언십
- RoH 월드 헤비웨이트 챔피언십
- GFW 글로벌 챔피언십
- AEW 월드 챔피언십